# 艾龙维尔
艾龙维尔（法語：Haironville，法語發音：[ɛʁɔ̃vil]）是法国默兹省的一个市镇，属于巴勒迪克区。

## 地理
艾龙维尔（48°41'9"N, 5°5'4"E）面积9.79 平方千米，位于法国大東部大區默兹省，该省份为法国西北部内陆省份，北与比利时接壤，西接马恩省和阿登省，南至上马恩省和孚日省，东临默尔特-摩泽尔省。
与艾龙维尔接壤的市镇（或旧市镇、城区）包括：索河畔巴赞库尔、巴鲁瓦地区布里永、吕欧诺南、索德吕、索姆洛讷。

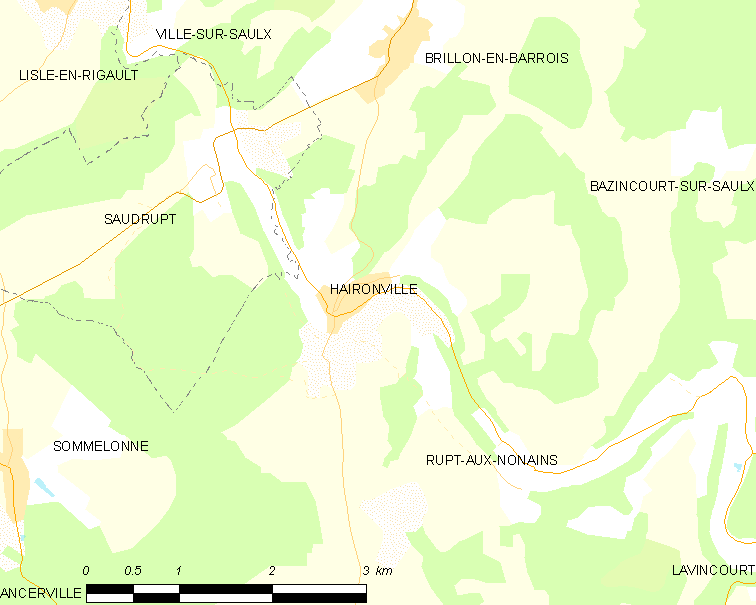
艾龙维尔的OSM定位图

艾龙维尔的时区为UTC+01:00、UTC+02:00（夏令时）。

## 行政
艾龙维尔的邮政编码为55000，INSEE市镇编码为55224。

## 政治
艾龙维尔所属的省级选区为昂塞维尔县。

## 人口

1962-2008年间艾龙维尔人口变化图示

艾龙维尔于2022年1月1日时的人口数量为567人。